# 绿蝮属
绿蝮属（学名：Viridovipera）蝰科蝮亚科的一属。

## 分类建立
本属物种原属于广义的竹叶青属 Trimeresurus (sensu lato)。2004年，英国班戈大学的阿妮塔·马尔霍特拉（Anita Malhotra）和罗杰·S·索普（Roger S Thorpe）结合半阴茎形态、鳞片特征和分子生物学证据，对广义的竹叶青属进行了系统学研究，认为广义的竹叶青属不是一个单系，恢复3属，新建了绿蝮属等3属。原属于广义的竹叶青属的物种被划入本属，中文名随属名作相应改变。但是也有学者认为被拆分的诸属实际上是竹叶青属的亚属。目前很多资料仍将本属物种归入竹叶青属。

## 物种
- 冈氏绿蝮 Viridovipera gumprechti (David, Vogel, Pauwels & Vidal, 2002)
- 墨脱绿蝮 Viridovipera medoensis (Zhao, 1977)
- 福建绿蝮 Viridovipera stejnegeri (Schmidt, 1925)
- 越南绿腹 Viridovipera truongsonensis Orlov, Ryabov, Thanh & H Cuc, 2004
- 沃氏绿腹 Viridovipera vogeli (David, Vidal & Pauwels, 2001)
- 云南绿蝮 Viridovipera yunnanensis (Schmidt, 1925)